# بلشون بحر البقر القاتل الأسود
بلشون بحر البقر القاتل الاسود (بالإنجليزية: Tigrisoma mexicanum)‏ وهو طائر معادى للبلشون قاتل الكلاب حيث يقوم بقتل صغاره ورميهم في المستنقع بحر البقر ليخفف المنافسة على الطعام.

## روابط خارجية
- "وسائط عن Bare-throated Tiger-heron". إنترنت بيرد كوليكشن.
- معرض الصور عن Bare-throated Tiger-Heron على فيريو (جامعة دركسل)

- Bare-throated Tiger-Heron species account at NeotropicalBirds (Cornell University)